# Giara (contenitore)

Una giara (dal film Kaos, 1984)

La giara è un recipiente, solitamente di terracotta, usato in genere per contenere liquidi o granaglie. 
Simile all'anfora, si distingue da essa per la forma più tozza e la maggiore capacità. Ha forma approssimativamente cilindrica, che si restringe verso l'imboccatura, o panciuta. Può avere dei manici per facilitarne il trasporto. Le giare venivano usate soprattutto nell'antichità, ma il loro uso è proseguito in alcune regioni fino a tempi recenti.
In Puglia, in particolare, se ne usa una variante locale detta capasone, che, dismessa ormai l'originaria funzione di contenitore, è oggi ampiamente utilizzata come decoro da giardino.
La giara dà il titolo all'omonima novella di Luigi Pirandello, da cui fu tratta anche una commedia ed è la probabile origine del toponimo di Giarre, in Provincia di Catania.